# Acaena novae-zelandiae
Acaena novae-zelandiae là tên khoa học của một loài thực vật có hoa thuộc chi Acaena, họ Hoa hồng. Tên của loài này có nguồn gốc từ tiếng Hy Lạp acaina, có nghĩa là "gai nhọn", kết hợp với tên của quốc gia New Zealand, nơi đầu tiên mà nó được mô tả. Đây là loài bản địa của New Guinea, New Zealand và Úc. Nó cũng trở nên tự nhiên hóa ở California, Anh và Ireland.
A. novae-zelandiae được biết với nhiều tên gọi bằng tiếng bản địa như bidgee widgee, piri-piri và buzzy. Các loài trong chi Acaena có nét đặc trưng về đường kính thân cây, chiều dài và màu sắc của lá và các gai sắc.

## Mô tả

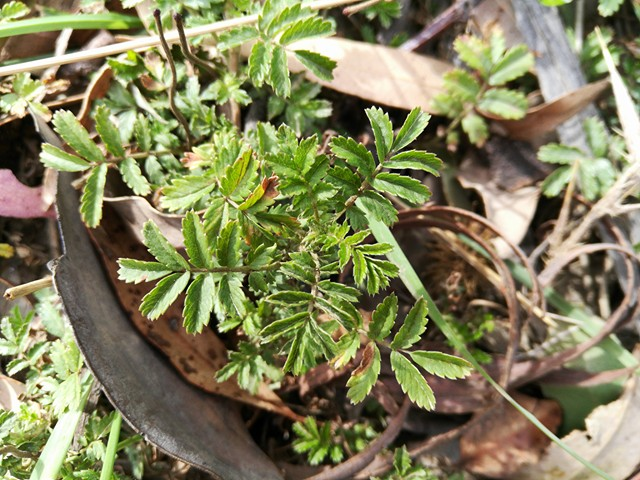
Lá của Acaena novae-zelandiae

A. novae-zelandiae là một cây thân thảo bò lan và là cây lâu năm. Thân cây khá mỏng, có đường kính 1,5 – 2 mm, chồi non sẽ mọc trên những thân này. Lá có hình lông vũ, có khoảng 9 - 15 lá chét hình chữ nhật trên cuống, dài khoảng 2 – 11 cm. Mặt trên của lá có màu xanh đậm và sáng bóng, trong khi mặt dưới có lông tơ và xanh nhạt hơn, các cuống là thường có màu đỏ. Cán hoa dài khoảng 10 – 15 cm, mang các cụm hoa hình cầu ở đầu, đường kính khoảng 20 – 25 mm, với 70 đến 100 bông hoa con trên mỗi cụm; hoa không có cánh, có thể có nhiều màu, từ xanh lá đến trắng hoặc tím;hoa được thụ phấn bởi gió. Mỗi hoa sinh một quả bế, dài 10 mm, có ngạnh, nhọn như gai, dễ bám vào quần áo, đặc biệt là len. Khi quả chín, các "gai" này có màu đỏ, sau đó trở thành màu nâu.
A. novae-zelandiae mọc trong các khu rừng, bụi cây và đồng cỏ, kể cả lề đường, từ vùng ven biển đến khu vực núi cao. A. novae-zelandiae ưa đất nhiều mùn và bùn, cần nhiều ánh sáng mặt trời.

## Sử dụng
A. novae-zelandiae có thể được trồng trong vườn như một thảm thực vật, thay thế cỏ, nhưng thường cắt bỏ các chồi non để chúng không bò lan. Lá non có thể dùng để ủ trà.